# Tigerpalast

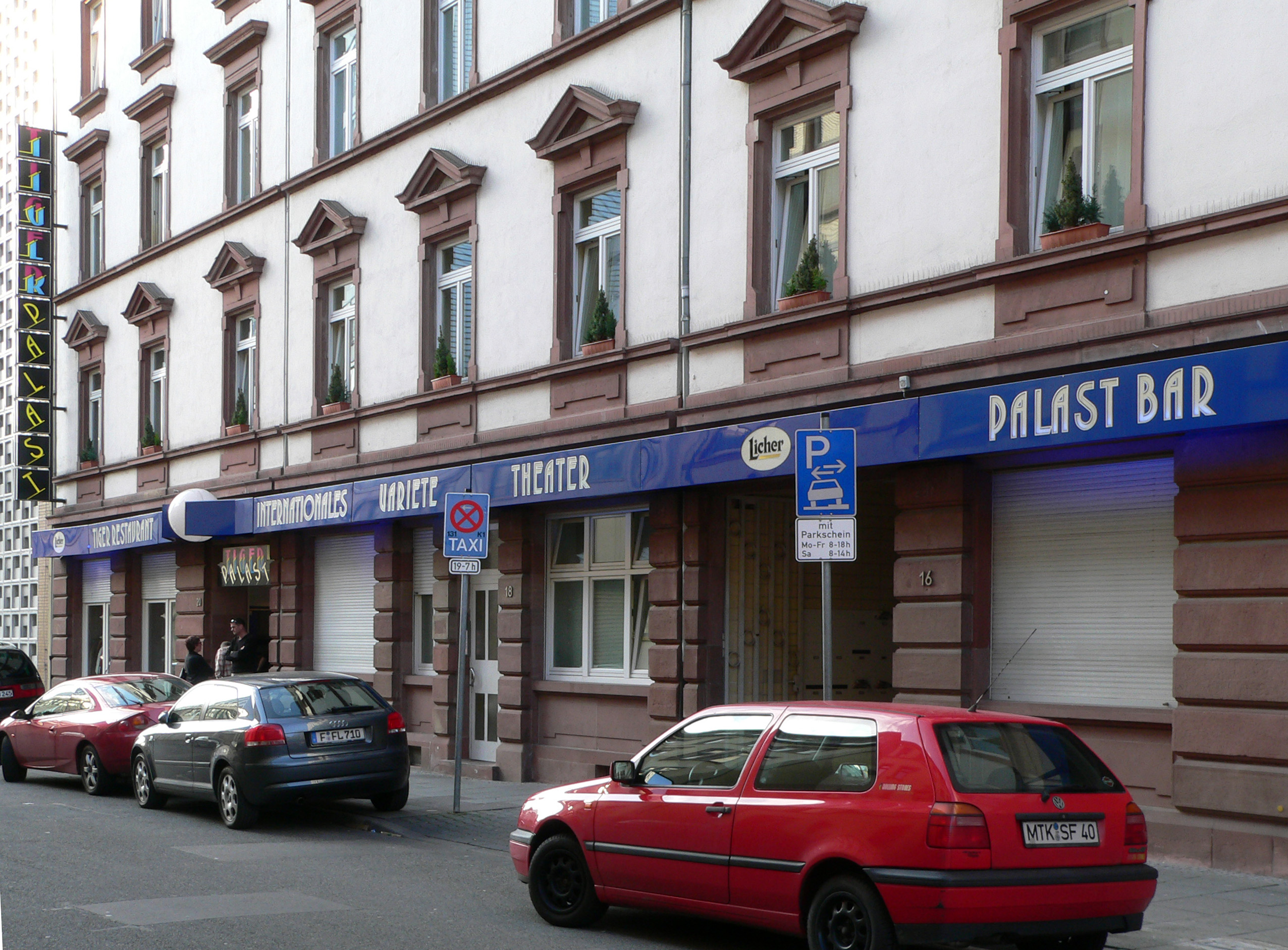
Der Tigerpalast in der Heiligkreuzgasse

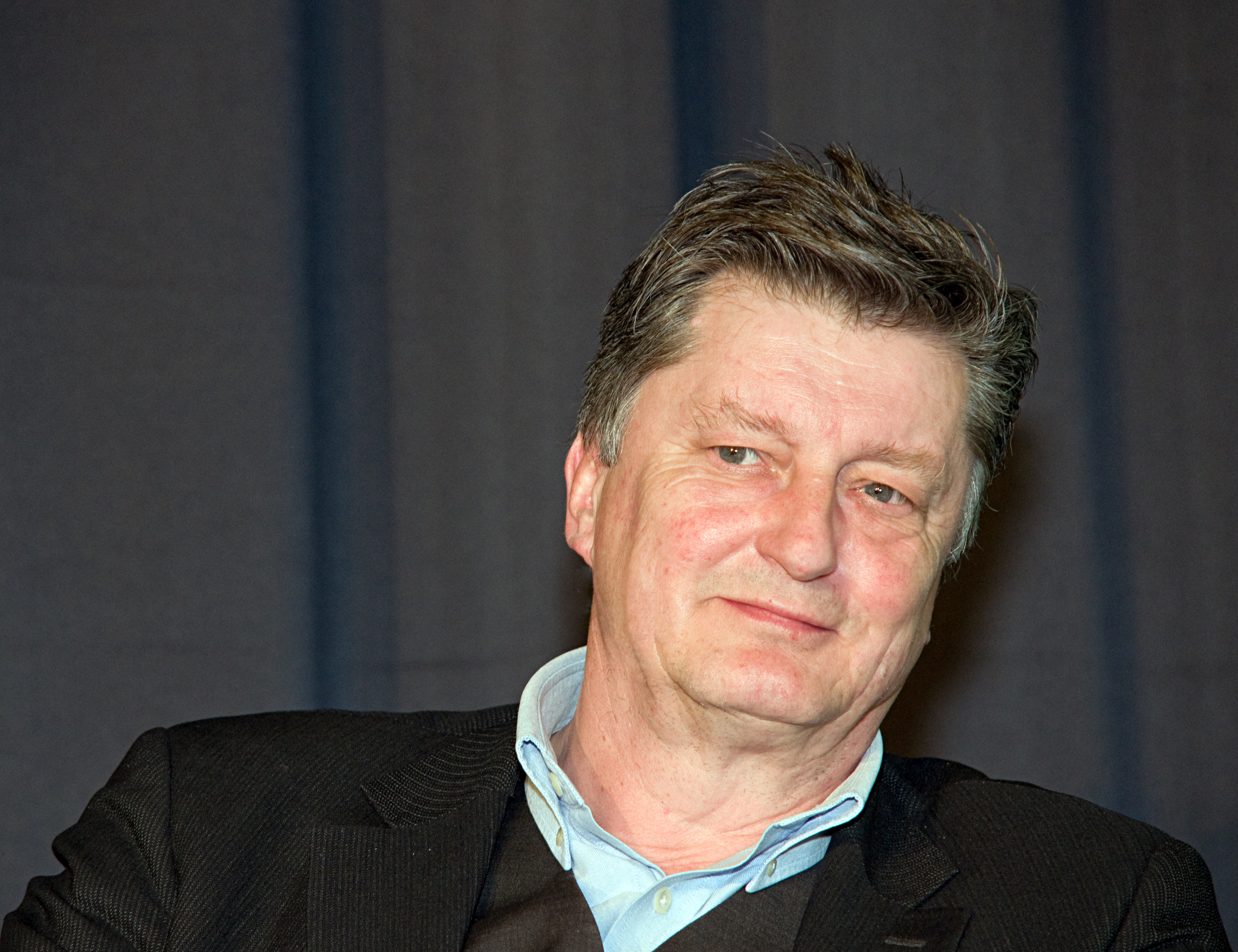
Theatergründer Johnny Klinke

Der Tigerpalast ist ein 1988 von Johnny Klinke, Margareta Dillinger und Matthias Beltz gegründetes Varieté-Theater in Frankfurt am Main. Als Spielstätte nutzt es einen ehemaligen Versammlungssaal der Heilsarmee in der Heiligkreuzgasse, einer kleinen Parallelstraße der Zeil in der nordöstlichen Innenstadt.

## Geschichte
Nach fünf Jahren Vorbereitung, einschließlich eines zwei Jahre dauernden Gebäudeumbaus, eröffnete der Tigerpalast am 30. September 1988 seine Tore. Zum damaligen Zeitpunkt pflegte lediglich noch das Hansa-Theater in Hamburg-St. Georg die Tradition eines ganzjährig spielenden Varietétheaters.
Die künstlerische Leitung für das Programm hat Margareta Dillinger. Jährlich werden zwei Revuen inszeniert. Von Dienstag bis Sonntag stehen täglich zwei Vorstellungen auf dem Programm, in denen internationale Varietékünstler und Zirkusartisten auftreten. Das Tigerpalast-Ensemble tritt gelegentlich auch bei Gastspielen in und um Frankfurt auf; so beim Hessentag 2005 in Weilburg und 2012 in Wetzlar sowie zur Eröffnungsveranstaltung des Confederations Cups 2005 mit einem Hochseillauf in der neuen Commerzbank-Arena. Am 23. Mai 2008 richtete der Tigerpalast zudem die 200-Jahr-Feier der IHK Frankfurt mit ca. 3.000 Gästen aus.
In einem Saal mit 190 Plätzen und einer Bühne von sechs mal vier Metern traten im Laufe der Jahre zahlreiche Stars der internationalen Varietészene auf. Hierzu zählen Mitgründer Matthias Beltz als Conferencier, der Entfesselungskünstler Hans Moretti, die Jongleure Anthony Gatto, Ernest Montego, Francis Brunn und Kris Kremo, die Akrobatiktänzerin Nathalie Enterline und der Taschendieb Borra. Auch Hochseil- und Trapezkünstler sowie Raubtierdompteure fanden sich schon im Programm. Daneben traten Entertainer wie Max Raabe, Georgette Dee und Liliane Montevecchi auf der Bühne auf.
Eine Initiative des Tigerpalastes sorgte 1994 für einen Höhepunkt der 1200-Jahr-Feier der Stadt Frankfurt am Main. Am 12. Juni 1994 spannte der französische Artist Philippe Petit ein 300 Meter langes Seil zwischen Paulskirche und Dom und vollführte darauf einen dreißigminütigen Hochseillauf. In 60 bis 70 Metern Höhe stellte er wichtige Ereignisse aus der Frankfurter Geschichte mimisch dar. Die Vorführung wurde vom Radio-Sinfonie-Orchester Frankfurt des Hessischen Rundfunks begleitet.
Margareta Dillinger und Johnny Klinke wurden am 9. Februar 2007 für ihre kulturellen Verdienste mit der Goethe-Plakette des Landes Hessen ausgezeichnet, Margareta Dillinger ferner 2024 mit der Goethe-Plakette der Stadt Frankfurt am Main. Der Tigerpalast erhielt den Binding-Kulturpreis und den Hessischen Kulturpreis des Jahres 2018.

## Gastronomie
Zum Tigerpalast gehört das Tiger-Gourmetrestaurant, das von 2014 bis 2017 erst unter Andreas Krolik und dann unter Christoph Rainer mit zwei Michelinsternen ausgezeichnet war.